# Windowsアドレス帳 (Vista)
Windowsアドレス帳 (ウィンドウズアドレスちょう、Windows Contacts)は、Windows Vista、Windows 7、Windows 8、Windows 10に搭載されている連絡先管理ツールである。これはWindows XP以前に搭載されていた同名の別アプリ「Windowsアドレス帳 (Windows Address Book)」の後継で、ほぼ同じ機能が使える。英語ではアプリ名が変わっているが、日本語では同じ名前が使われている。Windows Live Mail、Windows Vistaに搭載されているWindowsメールと連携できる。
アドレス帳で使われる連絡先は、 XMLベースのスキーマ形式を使用する。各連絡先はエクスプローラ上で個別の.contactファイルとして表示される。このファイルには写真などのカスタム情報を保存できる。アドレス帳は、他のアプリケーションと統合し、カスタム情報を保存するための拡張APIを備えている。旧バージョンの*.wab形式とオープン標準の*.vcf (vCard) と*.csv (CSV) もサポートされている。

## 特徴
- アドレス帳は特殊フォルダとして実装されている。これはWindows Vistaのスタートメニューからたどることができ、スタートメニューで「アドレス帳」（または「wab.exe」）を検索することにより、Windows 7やWindows 10でも実行できる。連絡先はフォルダやグループに保存される。
- vCard、CSV、WAB、LDIF形式をインポートできる。
- vCard2.1およびCSV形式でエクスポートできる。ユーザーは連絡先を右クリックして、vCard形式にすばやく変換し、誰にでも送信できる。
- 連絡先をメモ、名刺、電話リストの形式で印刷できる。
- 連絡先は連絡先フォルダに個別に.contactのファイルで保存される。オペレーティングシステムのWindowsサーチによりインデックス化して検索することができる。個々の連絡先には、[スタート]メニューの検索テキストボックスからすばやくアクセスできる。
- Outlook.comの連絡先マネージャーであるPeopleは、Windows Live メッセンジャーで暗号化するオプションがオフになっている場合、その情報をWindowsのアドレス帳フォルダーに保存できる[1] 。 メッセンジャーの連絡先が更新されるたびに、Windowsのアドレス帳でも更新される。ただし、この機能はWindows Live メッセンジャー 8.5までしか機能しない。 アドレス帳の同期は、Windows Live メッセンジャー 9.0ではサポートされなくなった。
- アドレス帳は、新しい連絡先の作成、既存の連絡先の読み取りと書き込み、「プロパティ」へのURI形式の「ラベル」の追加、または「連絡先」への「プロパティ」の追加、アドレス帳とデバイスを同期するためのAPIを公開している[2][3]。

## Outlook Expressのエクスポートのバグ
旧アドレス帳（*.wab ）を別のPCにエクスポートするときに既知の問題がある。ユーザーが連絡先をフォルダに編成している場合、WABファイルのインポート時にこのフォルダ構造は保持されない。すべての連絡先は保持されるが、フォルダを手動で再構築し、アドレスを適切な場所に戻すというかなりの作業が必要な連絡先もある。参照： http：//support.microsoft.com/kb/249670
まだWABファイルをアドレス帳として使用しているWindowsバージョンの解決策は、WABファイルをエクスポート/インポートするのではなく、正しい場所にコピーすることで、多くの場合、フォルダ構造が保持される。なお、Windows Liveメールでは、WABを使用しないため、これは機能しない。